# 宝覚寺
座標: 北緯24度09分34秒 東経120度41分17秒 / 北緯24.159476度 東経120.688162度
宝覚寺（ほうがくじ）は、台湾台中市北区にある臨済宗妙心寺派の寺院。山号は鷲屏山。金色の弥勒大仏像（布袋）で有名。

## 歴史
日本統治時代の1928年（民国17年／昭和3年）に建立された。
2020年（民国109年／令和2年）12月1日、林善超主任委員が令和2年度外務大臣表彰を受賞。

## ギャラリー

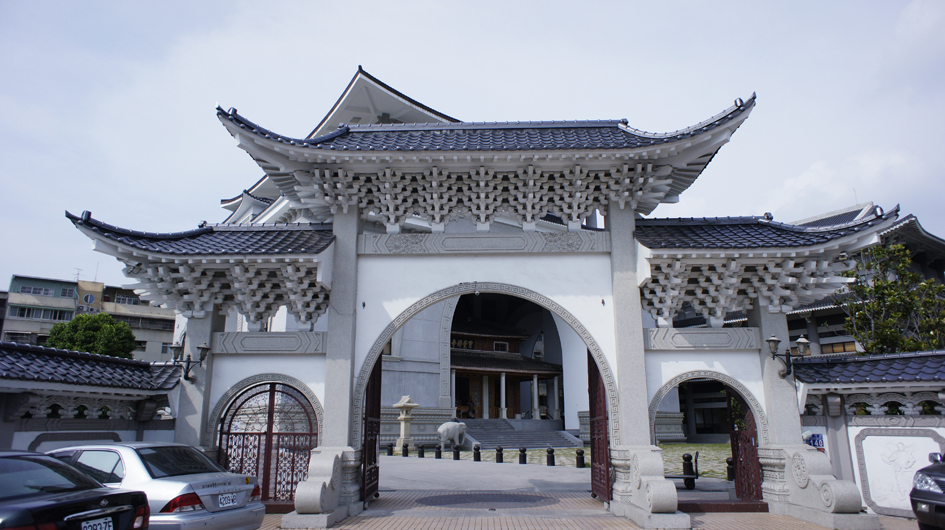
牌樓
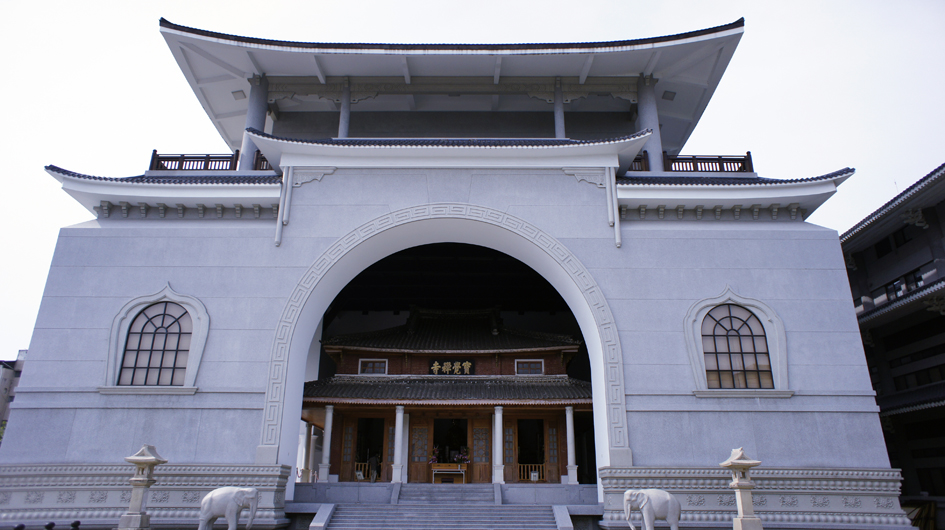
大雄寶殿
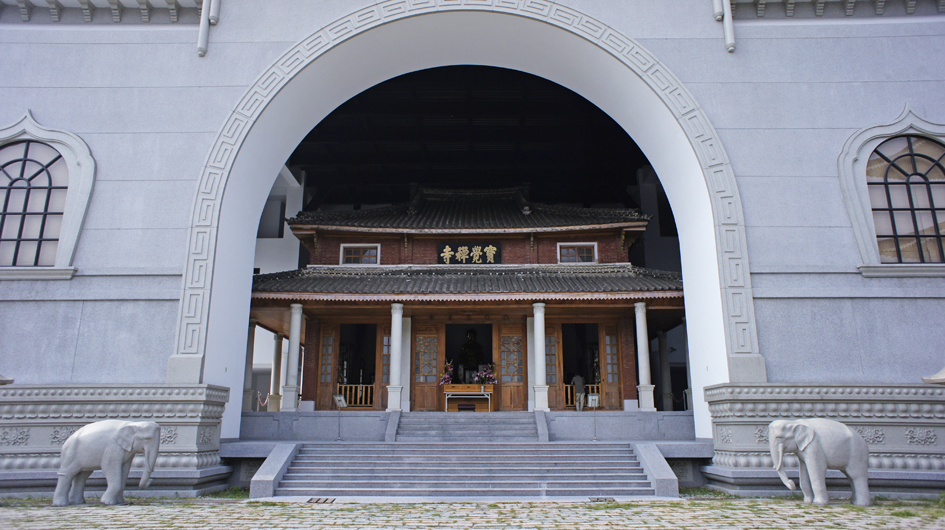
舊殿